# Calodactylus amabilis
Calodactylus amabilis är en skalbaggsart som beskrevs av Frey 1969. Calodactylus amabilis ingår i släktet Calodactylus och familjen Melolonthidae. Inga underarter finns listade.